# Hyposerica definitiva
Hyposerica definitiva är en skalbaggsart som beskrevs av Brenske 1899. Hyposerica definitiva ingår i släktet Hyposerica och familjen Melolonthidae.
Artens utbredningsområde är Madagaskar. Inga underarter finns listade i Catalogue of Life.